# Дель Мар Бонет, Мария
Мария дель Мар Бонет-и-Вердагер (кат. Maria del Mar Bonet i Verdaguer, род. 27 апреля 1947 года, Пальма-де-Майорка) — испанская певица и композитор на каталонском языке, исследователь народной музыки Балеарских островов, Каталонии, Средиземноморья.

## Биография
Дочь писателя, журналиста и художника Хуана Бонета (1917—1991), сестра певца Жоана Рамона Бонета. Изучала керамику в школе искусств и ремёсел, однако в конце концов посвятила себя песне. Приехала в Барселону в 1967 г. и начала петь в ансамбле Els Setze Jutges (Шестнадцать судей), участвовала в антифранкистском патриотическом движении за использование каталанского языка «Новая песня» (Nova Cançó).
Издавала пластинки с фольклорными песнями на каталанском (одна из её пластинок в 1971 г. получила статус «Золотого диска» — было продано более 100 000 экземпляров) и организовывала концерты народной каталонской музыки в разных концах мира, при этом активно изучала новые формы искусства.
Для своего третьего альбома Мария дель Мар Бонет написала песни на стихи каталонских поэтов, записала его в тесном сотрудничестве с известным мадридским кантаором Иларио Камачо. Обложку для диска нарисовал Жоан Миро.
В 1993 г. создала альбом, посвященный творчеству Микиса Теодоракиса (стихи были переведены на каталанский язык).
В 2007 году награждена медалью славы Парламента Каталонии в знак признания её работы в ансамбле Els Setze Jutges. Сама певица в этом же году, выпустив альбом, посвятила его единомышленникам и соратникам той поры.
Мария дель Мар Бонет сотрудничает в спектаклях, концертах и студийных записях музыкантов самых разных стилей и направлений.
В общей сложности певица записала 30 дисков. Награждена более чем 30 премиями и медалями, в том числе премией академии Шарля Кросса за лучший иностранный диск, записанный во Франции (1984), и в том же году удостоена креста Святого Жорди — высшей награды Каталонии за выдающиеся заслуги в области культуры, а также национальную премию музыки от женералитета Каталонии за популяризацию каталонской народной музыки (1992).
Посетила Москву в 2003 году с концертом.